# Hugo Merckens
Hugo Merckens (* 30. September 1871 in Eschweiler; † 10. März 1955 ebenda) war ein deutscher Unternehmer und Industrieller.

## Leben
Von 1907 bis 1919 war Merckens Stadtverordneter in Eschweiler, von 1923 bis 1933 ehrenamtlicher Beigeordneter und Mitglied des Kreistags. Er gehörte bei seiner Wahl 1925 politisch der Arbeitsgemeinschaft an, 1929 der Deutschen Volkspartei. Am 14. Juni (andere Quellen: 30. September) 1922 wurde er Branddirektor der Stadt Eschweiler und Kreisbrandmeister des Landkreises Aachen. Ab 8. Mai 1947 leitete der den Wiederaufbau der Eschweiler Freiwilligen Feuerwehr, in die er 1900 eingetreten und in der er später Brandmeister geworden war. Er war Besitzer der ehemaligen Lackfabrik Merckens, die 1815 als Lackfabrik „August Merckens Nachf.“ gegründet wurde.
Ferner war er aktiv im Karnevalsverein „Eschweiler Scharwache 1882 e.V.“ tätig.
Aus Anlass seines 80. Geburtstages verlieh ihm seine Heimatstadt im September 1951 die Ehrenbürgerschaft. 2003 erhielt eine kleine Nebenstraße der „Friedensstraße“ unweit der Lackfabrik den Namen „Hugo-Merckens-Straße“.